# Кондуктор (професія)
Конду́ктор, або провідни́к — працівник громадського транспорту, що супроводжує пасажирський вагон в дорозі та обслуговує пасажирів, і в обов'язки якого входить прийом плати за проїзд і видача документів (квитків), що підтверджують факт оплати. Часто, продаючи квиток, кондуктор надриває його. Наявність в салоні громадського транспорту кондуктора не гарантує, що пасажири цього транспортного засобу минуть перевірку, яку проводить контролер.